# Конвой ON 113
Конвой ON 113 (англ. Convoy ON 113) — 113-й атлантичний конвой серії ON у кількості 37 транспортних суден, що у супроводженні союзних кораблів ескортної групи C-2 прямував від Британських островів до морських портів Північної Америки. Конвой вийшов 17 липня з Ліверпуля.

## Історія
На маршруті руху транспортного конвою союзників патрулювала «вовча зграя» німецького флоту, яка складалася з U-43, U-71, U-86, U-90, U-379, U-454, U-461, U-552, U-597, U-607 і U-704. 13 липня U-71 помітив конвой ON 111, який супроводжувала британська ескортна група B6, в районі на південь від Ісландії, але через погану видимість багато човнів почали шукати його в неправильному напрямку.
14 липня U-552 і U-704 були відігнані ескортом, після чого «вовча зграя» попрямувала на південний захід, більше нікого не зустрічаючи до 23 липня, коли отримала наказ перехопити конвой ON 113, який був виявлений службою перехоплення і аналізу сигналів B-Dienst ВМС Німеччини. Наступного дня U-552 виявив конвой з 33 суден, який рушив у супроводі канадської ескортної групи С2 командира Т. Тейлора (британський есмінець «Бернем» і канадський есмінець «Сеінт Круа», а також корвети «Брендон», «Дофін», «Драмхеллер» і британський «Поліантус»). «Сент-Круа» виявив та глибинними бомбами потопив U-90, коли той намагався вийти на рубіж відкриття вогню з торпедного апарату.
Протягом першої ночі атакував лише U-552, потопивши 5136-тонний британський «Брумпарк» і пошкодивши 8093-тонний британський танкер «Брітіш Меріт». В умовах поганої видимості і поганої погоди лише кілька човнів «вовчої зграї» змогли наблизитися до конвою 25 липня. Атаки U-43 і U-597 вночі не мали успіху, але U-607 торпедував і пошкодив 6942-тонний Empire Rainbow, який пізніше був відправлений на дно U-704 капітан-лейтенанта Горста Кесслера.
26 липня «вовча зграя» втратила зв'язок з конвоєм, а пошуки 27 липня не увінчалися успіхом. Потім «вовча зграя» розділилася і попрямувала на зустріч з U-461 для поповнення 29/30 липня, але 30 липня U-132 капітан-лейтенанта Ернста Фогельзанга, що повертався з бойового завдання в протоці Святого Лаврентія, потопив 6 734-тонний британський «Пасифік Піонер».

## Кораблі та судна конвою ON 113

### Транспортні судна
Позначення
| Назва                    | Прапор                | Тоннаж (GRT) | Прим.                                                         |
| ------------------------ | --------------------- | ------------ | ------------------------------------------------------------- |
| Abraham Lincoln (1929)   | Норвегія              | 5 740        |                                                               |
| Amastra (1935)           | Велика Британія       | 8 031        |                                                               |
| Antilochus (1906)        | Велика Британія       | 9 082        |                                                               |
| Bayano (1917)            | Велика Британія       | 6 815        | 96 пасажирів                                                  |
| British Engineer (1922)  | Велика Британія       | 6 993        |                                                               |
| British Harmony (1941)   | Велика Британія       | 8 453        |                                                               |
| British Merit (1942)     | Велика Британія       | 8 093        | 25 липня пошкоджений U-552                                    |
| Broompark (1939)         | Велика Британія       | 5 136        | 25 липня потоплено U-552                                      |
| HMS Cavina (1924) (1924) | Royal Fleet Auxiliary | 6 907        | 140 пасажирів                                                 |
| Daldorch (1930)          | Велика Британія       | 5 571        | судно вце-командора конвою                                    |
| Empire Faith (1941)      | Велика Британія       | 7 061        | КАТ судно конвою                                              |
| Empire Flint (1941)      | Велика Британія       | 8 129        | нафтовий танкер конвою                                        |
| Empire Foam (1941)       | Велика Британія       | 7 047        | КАТ судно                                                     |
| Empire Rainbow (1941)    | Велика Британія       | 6 942        | КАТ судно. 26 липня пошкоджено потоплено U-607 і добито U-704 |
| Empire Rowan (1922)      | Велика Британія       | 9 545        | КАТ судно; судно командора конвою                             |
| Empire Tarpon (1920)     | Велика Британія       | 6 085        |                                                               |
| Empire Unity (1927)      | Велика Британія       | 6 386        |                                                               |
| Evita (1927)             | Норвегія              | 6 346        |                                                               |
| Explorer (1935)          | Велика Британія       | 6 235        |                                                               |
| Harpefjell (1939)        | Норвегія              | 1 333        |                                                               |
| Inverilen (1938)         | Велика Британія       | 9 456        |                                                               |
| J.L.M. Curry (1942)      | США                   | 7 176        | судно класу «Ліберті»                                         |
| Malayan Prince (1926)    | Велика Британія       | 8 953        |                                                               |
| Mount Evans (1919)       | Панама                | 5 598        |                                                               |
| Norsol (1941)            | Норвегія              | 8 236        |                                                               |
| Pacific Pioneer (1928)   | Велика Британія       | 6 734        | 30 липня потоплено U-132                                      |
| Pan Aruba (1931)         | Норвегія              | 9 231        |                                                               |
| Pan-Maine (1936)         | США                   | 7 237        |                                                               |
| Richmond Hill (1940)     | Велика Британія       | 7 579        |                                                               |
| Salamis (1939)           | Норвегія              | 8 286        |                                                               |
| Senga (1913)             | Югославія             | 5 140        |                                                               |
| Solsten (1929)           | Норвегія              | 5 379        |                                                               |
| St Clair (1937)          | Велика Британія       | 1 637        |                                                               |
| Stancleeve (1942)        | Велика Британія       | 5 970        |                                                               |
| Thorhild (1935)          | Норвегія              | 10 316       |                                                               |
| Vav (1931)               | Норвегія              | 6 415        |                                                               |
| Zaanland (1921)          | Нідерланди            | 6 813        |                                                               |

### Кораблі ескорту
| Назва        | Прапор                                  | Тип корабля                                | Прим.       |
| ------------ | --------------------------------------- | ------------------------------------------ | ----------- |
| «Аннаполіс»  | Військово-морські сили Канади           | ескадрений міноносець типу «Таун»          | 26-31 липня |
| «Брендон»    | Військово-морські сили Канади           | корвет типу «Флавер»                       | 18-26 липня |
| «Бернем»     | Військово-морські сили Великої Британії | ескадрений міноносець типу «Таун»          | 18-26 липня |
| «Калгарі»    | Військово-морські сили Канади           | корвет типу «Флавер»                       | 26-31 липня |
| «Чикутімі»   | Військово-морські сили Канади           | корвет типу «Флавер»                       | 26-31 липня |
| «Коламбія»   | Військово-морські сили Канади           | ескадрений міноносець типу «Таун»          | 26-31 липня |
| «Дофін»      | Військово-морські сили Канади           | корвет типу «Флавер»                       | 18-26 липня |
| «Драмгеллер» | Військово-морські сили Канади           | корвет типу «Флавер»                       | 18-26 липня |
| «Поліентус»  | Військово-морські сили Канади           | корвет типу «Флавер»                       | 18-26 липня |
| «Сеінт Круа» | Військово-морські сили Канади           | ескадрений міноносець типу «Таун»          | 18-26 липня |
| «Волкер»     | Військово-морські сили Великої Британії | ескадрений міноносець «Адміралті» типу «W» | 26-31 липня |

## Підводні човни, що брали участь в атаці на конвой
| Назва | Тип       | Командир                                        | Результати атаки                                                                                |
| ----- | --------- | ----------------------------------------------- | ----------------------------------------------------------------------------------------------- |
| U-43  | типу IXA  | оберлейтенант-цур-зее Ганс-Йоахім Швантке       | не атакував                                                                                     |
| U-71  | типу VIIC | оберлейтенант-цур-зее Гардо Родлер фон Ройтберг | не атакував                                                                                     |
| U-86  | типу VIIB | капітан-лейтенант Вальтер Шуг                   | не атакував                                                                                     |
| U-90  | типу VIIC | капітан-лейтенант Ганс-Юрген Ольдерп            | не атакував; 24 липня 1942 року потоплений глибинними бомбами канадського есмінця «Сеінт Крокс» |
| U-132 | типу VIIC | капітан-лейтенант Ернст Фогельзанг              | діяв окремо від «вовчої зграї»; 30 липня потопив Pacific Pioneer                                |
| U-379 | типу VIIC | корветтен-капітан Пауль-Гуго Кеттнер            | не атакував                                                                                     |
| U-454 | типу VIIC | капітан-лейтенант Буркгард Гаклендер            | не атакував                                                                                     |
| U-461 | типу XIV  | корветтен-капітан Вольф-Гарро Штіблер           | не атакував                                                                                     |
| U-552 | типу VIIC | корветтен-капітан Еріх Топп                     | 25 липня пошкодив British Merit, потопив Broompark                                              |
| U-597 | типу VIIC | корветтен-капітан Ебергард Бопст                | не атакував                                                                                     |
| U-607 | типу VIIC | капітан-лейтенант Ернст Менгерзен               | 26 липня пошкодив Empire Rainbow                                                                |
| U-704 | типу VIIC | капітан-лейтенант Горст Вільгельм Кесслер       | 26 липня потопив пошкоджене Empire Rainbow                                                      |